# Melanargia duplex
Melanargia duplex är en fjärilsart som beskrevs av Hermann Stauder 1911. Melanargia duplex ingår i släktet Melanargia och familjen praktfjärilar. Inga underarter finns listade i Catalogue of Life.